# ゴルニ・グラード
ゴルニ・グラード（Gornji Grad, ドイツ語：Oberburg）はスロベニアの市。サビニア川の上流に位置する。北はロガテツ山、南はメニナ山に囲まれていて、西にチュルニベツ山道がある。
歴史的に重要な観光地で、養蜂が行われている。毎年7月に「チェベラルスキ・プラズニック」という蜂蜜の収穫を祝う祭りが開催される。ロガテツ山、メニナ山に囲まれているため、登山でも有名である。
ゴルニ・グラードに関する記述が初めてなされたのは、ベネディクト会修道院が完成した1140年であるが、当時はゴルニ・グラードという名称ではなかった。修道院と同時に、聖モホル・フォルトナット教会が完成した。ゴルニ・グラードが都市として認められたのは、1928年である。